# Umvoti
Umvoti (officieel Umvoti Local Municipality) is een gemeente in het Zuid-Afrikaanse district Umzinyathi.
Umvoti ligt in de provincie KwaZoeloe-Natal en telt 103.093 inwoners. Het gemeentebestuur is in de stad Greytown gevestigd.

## Hoofdplaatsen
Het nationaal instituut voor de statistiek, Stats SA, deelt sinds de census 2011 deze gemeente in in 39 zogenaamde hoofdplaatsen (main place):
Broedershoek • Dayingubo • Emakhabeleni • Enhlalakahle • Eshane • Greytown • Kranskop • KwaZiba • Lindelani • Lootshoek • Maghobe • Matimatolo • Mdlelanto • Mgome • Mgovu • Mhlangandlovu • Mkhize • Mpanza • Muden • Mvoti • Ndimakude • Ndundumene • Ngwempisi • Nietgedocht • Ningisa • Njengabantu • Ntuthela • Ophofini • Perseverance • Sangweni • Sibuyane • Sokheni • Thulwini • Tongwe/Dakeni • uMvoti • Umvoti NU • Vaalkrans • Vukaphanzi • Ziba.